# デンドロビウム・リンドレイ
デンドロビウム・リンドレイ Dendrobium lindleyi はラン科の植物の1つで、太い偽鱗茎の先端に葉を1枚だけ付け、多数の黄色い花を咲かせる。

## 特徴
着生の多年生草本。茎は束になって生じ、長さ3-10cmでやや扁平な紡錘形をしている。葉は茎の先端に1枚だけ付き、長楕円形で長さ5-10cm、革質で分厚く、先端は鈍く丸まり、また左右不均等になる。
花期は春で、花茎は茎の上の方の節から出て長さ10-25cmに達し、斜め上に伸びて先端は次第に下を向く。この花茎の先端寄りに5-15個の花をつける。花は平らに広がって咲き、径は約3cm、黄金色で香りがある。萼片は舌型で長さ1.5cm、先端はとがる。また側萼片の基部にあるメンタムは短い。側花弁は倒卵形で長さ1.5cm、先端はとがる。唇弁は大きくて円形に広がり、長さは2cmで、その縁は波状になる。また表面に白く細かい毛がある。蘂柱は太くて短い。
学名の種小名はイギリスの植物学者ジョン・リンドリーLindley(1799-1865)にちなむ。

## 分布
アッサム、ミャンマーから南中国、マレーシアに分布し、海抜500-2000mの地域に見られる。
本種は最初、アラカン山でサルスベリに着生しているのを M. Pierard が発見したものである。

## 分類
本種は長く D. aggregatum Roxb. として扱われてきたが、現在ではこの名はシノニムとして扱われている。
近縁のものとしてはジェンキンシー D. jenkinsii が知られる。本種に似ているがより小型(茎の長さ2-4cm、葉は3-4cm)で花色はやや淡い。この種は従来は本種と同種とされ、 D. aggregatum var. jenkinsii として扱われてきた。

## 利用
洋ランの1つとして観賞用に栽培される。園芸的なジャンル分けではカリスタ系として扱われる。栽培容易で美麗な種として知られ、比較的広く出回っている。なお、現在でも以前の学名のアグレガタムで出回っていることも多い。

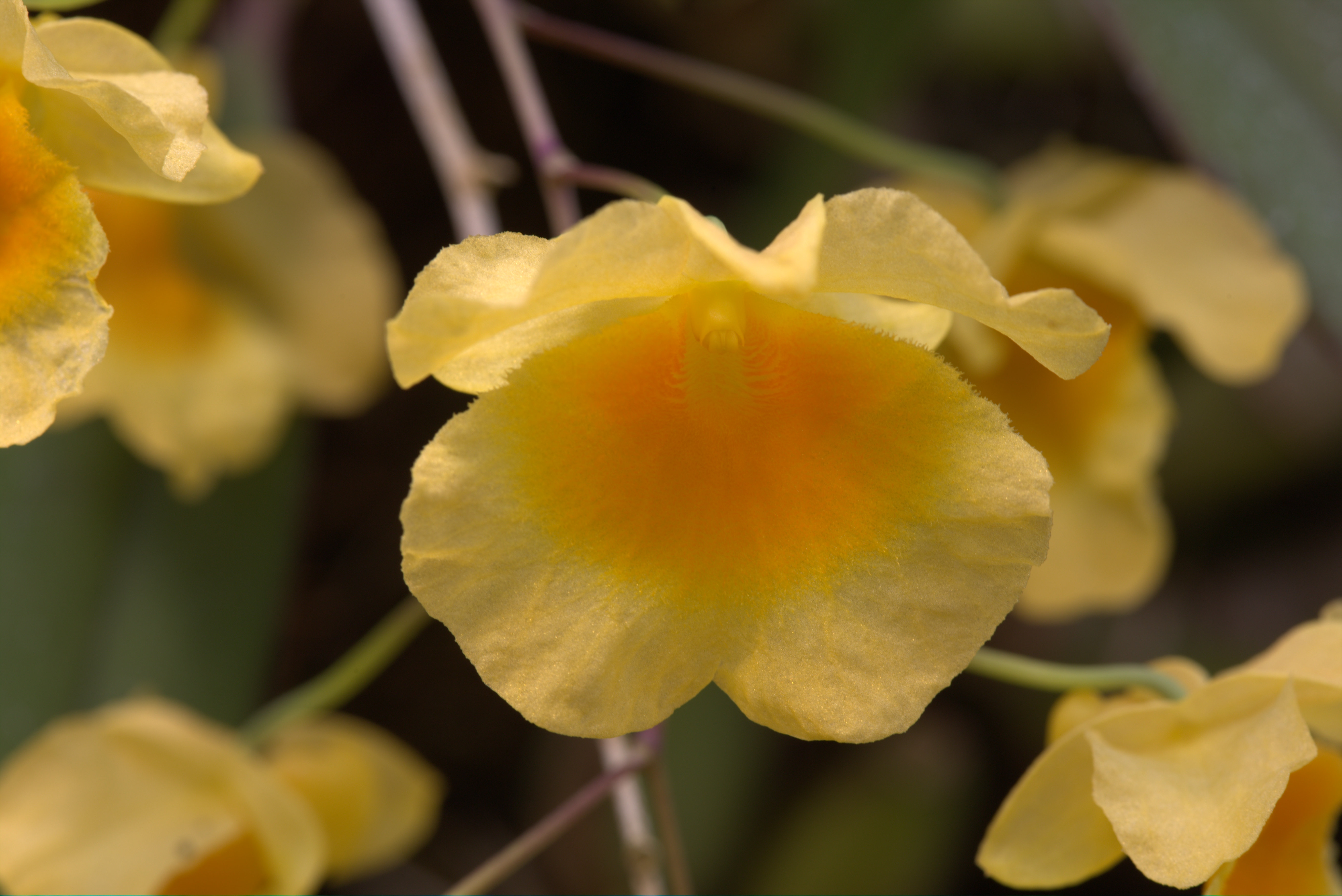
花の拡大
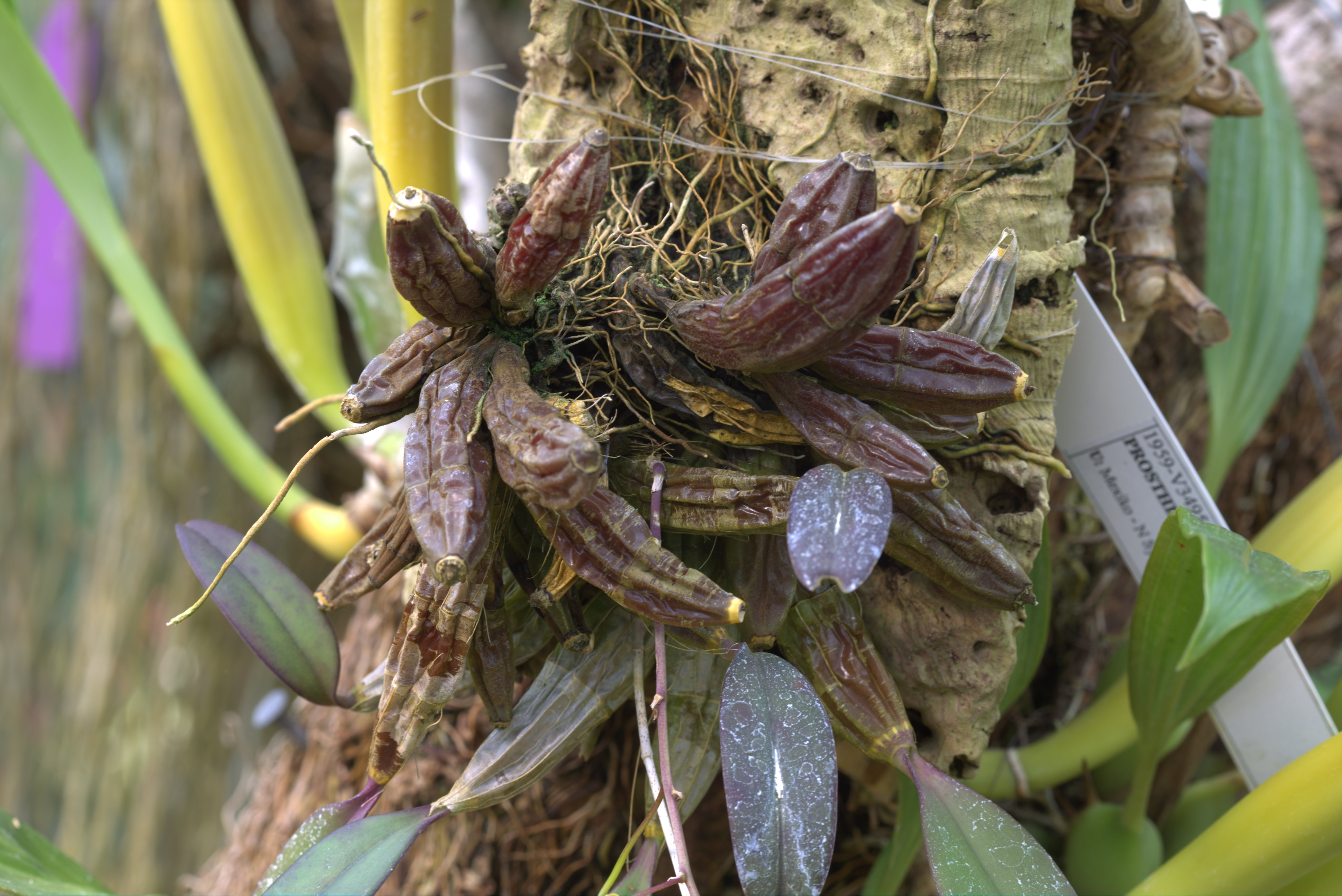
茎と葉の様子
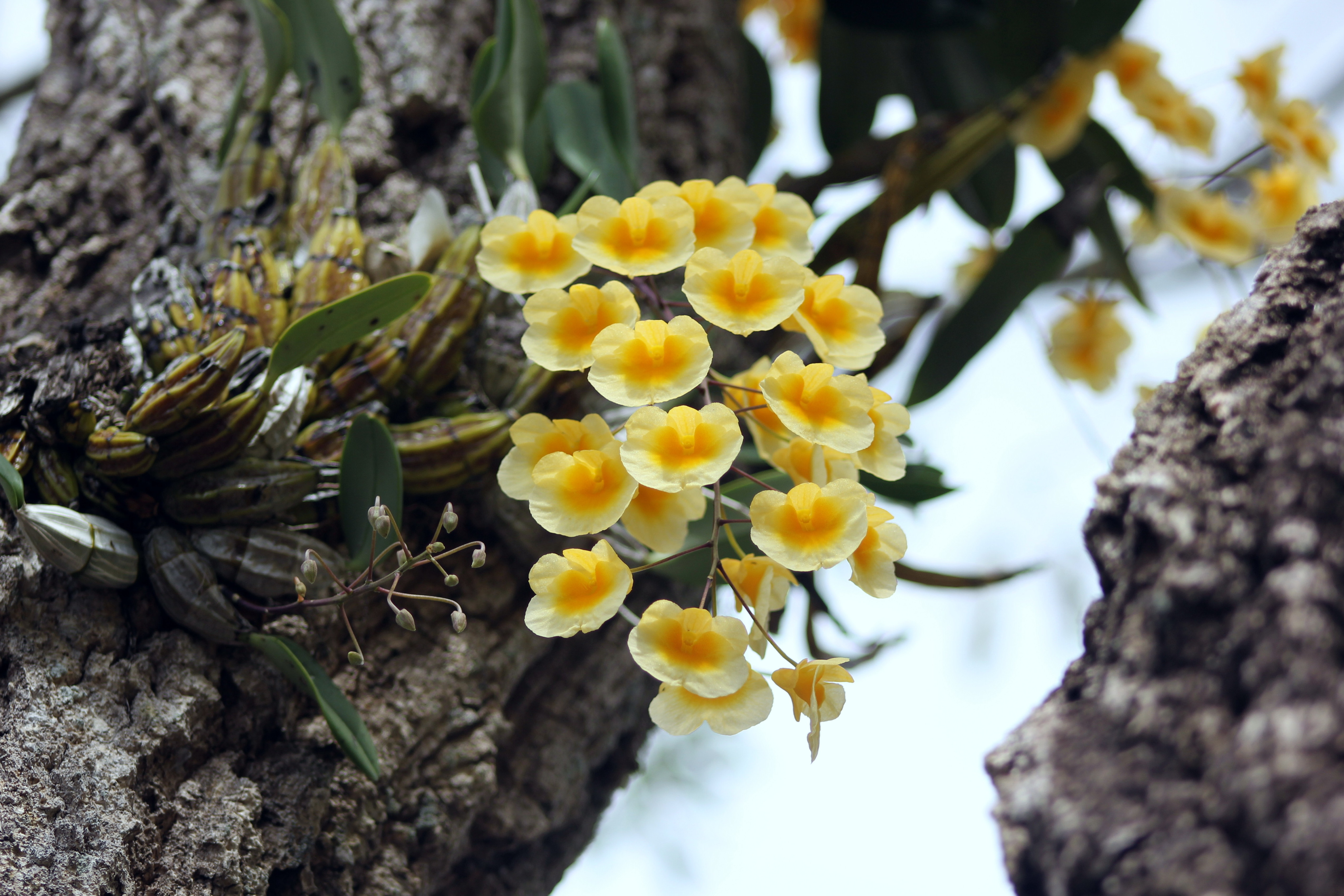
着生状態